# Spring Ridge (Florida)
Spring Ridge ist  ein census-designated place (CDP) im Gilchrist County im US-Bundesstaat Florida. Das U.S. Census Bureau hat bei der Volkszählung 2020 eine Einwohnerzahl von 442 ermittelt. 

## Geographie
Spring Ridge liegt rund 25 km nördlich von Trenton sowie etwa 120 km südwestlich von Jacksonville. der CDP wird von der Florida State Road 47 tangiert.

## Demographische Daten
Laut der Volkszählung 2010 verteilten sich die damaligen 398 Einwohner auf 220 Haushalte. 94,5 % der Bevölkerung bezeichneten sich als Weiße, 1,0 % als Afroamerikaner, 0,3 % als Indianer und 0,8 % als Asian Americans. 0,8 % gaben die Angehörigkeit zu einer anderen Ethnie und 2,8 % zu mehreren Ethnien an. 7,0 % der Bevölkerung bestand aus Hispanics oder Latinos.
Im Jahr 2010 lebten in 27,0 % aller Haushalte Kinder unter 18 Jahren sowie 35,8 % aller Haushalte Personen mit mindestens 65 Jahren. 75,5 % der Haushalte waren Familienhaushalte (bestehend aus verheirateten Paaren mit oder ohne Nachkommen bzw. einem Elternteil mit Nachkomme). Die durchschnittliche Größe eines Haushalts lag bei 2,50 Personen und die durchschnittliche Familiengröße bei 2,90 Personen.
25,4 % der Bevölkerung waren jünger als 20 Jahre, 16,6 % waren 20 bis 39 Jahre alt, 30,4 % waren 40 bis 59 Jahre alt und 27,6 % waren mindestens 60 Jahre alt. Das mittlere Alter betrug 49 Jahre. 45,7 % der Bevölkerung waren männlich und 54,3 % weiblich.
Das durchschnittliche Jahreseinkommen lag bei 73.063 $, dabei lebten 3,5 % der Bevölkerung unter der Armutsgrenze.